# Kobylinec
Kobylinec je přírodní památka v okrese Třebíč nedaleko obce Trnava. Oblast spravuje Krajský úřad Kraje Vysočina.

## Popis
Přírodní památka Kobylinec se nachází v katastru obce Trnava, její rozloha je 0,44 ha, je součástí Přírodního parku Třebíčsko. Leží na modré a žluté turistické značce. Důvodem ochrany je bohatá lokalita koniklece velkokvětého.
Další ohrožené a chráněné druhy jsou například smil písečný (Helichrysum arenarium), kociánek dvoudomý (Antennaria dioica), třešeň křovitá (Prunus fruticosa), ještěrka obecná (Lacerta agilis Linnaeus).

## Galerie

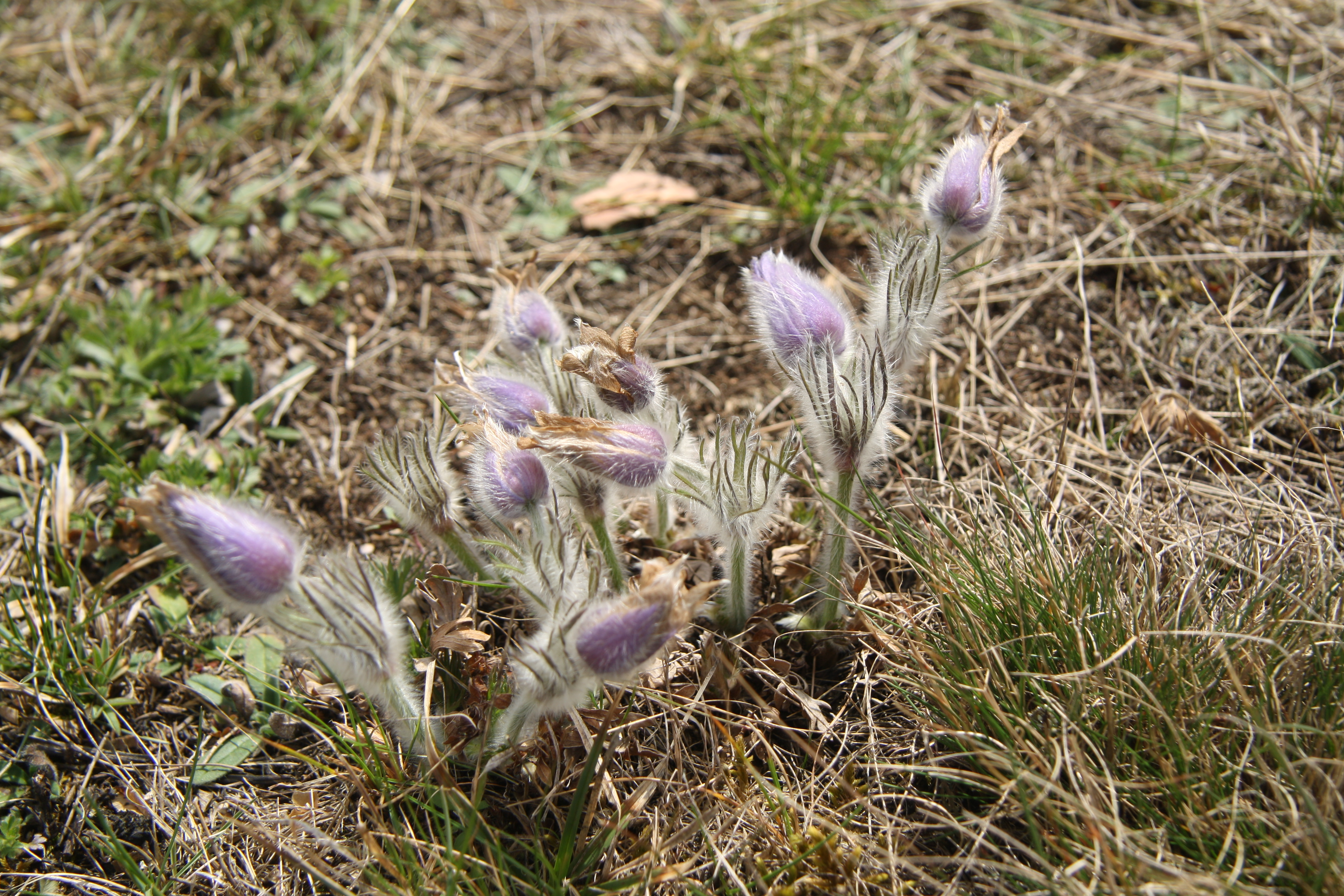
Koniklec velkokvětý těsně před vykvetením v PP Kobylinec
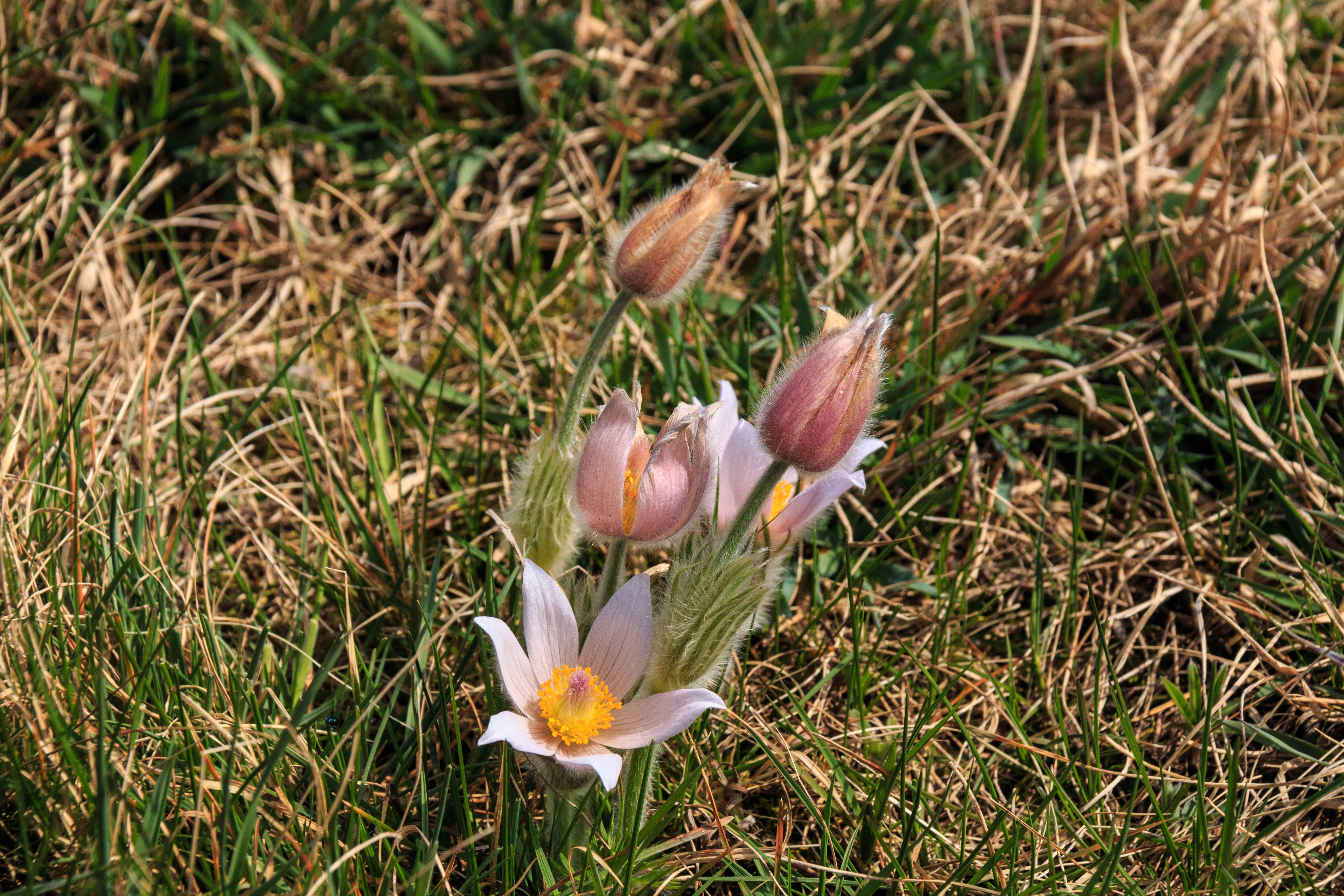
Kvetoucí koniklec velkokvětý v PP Kobylinec
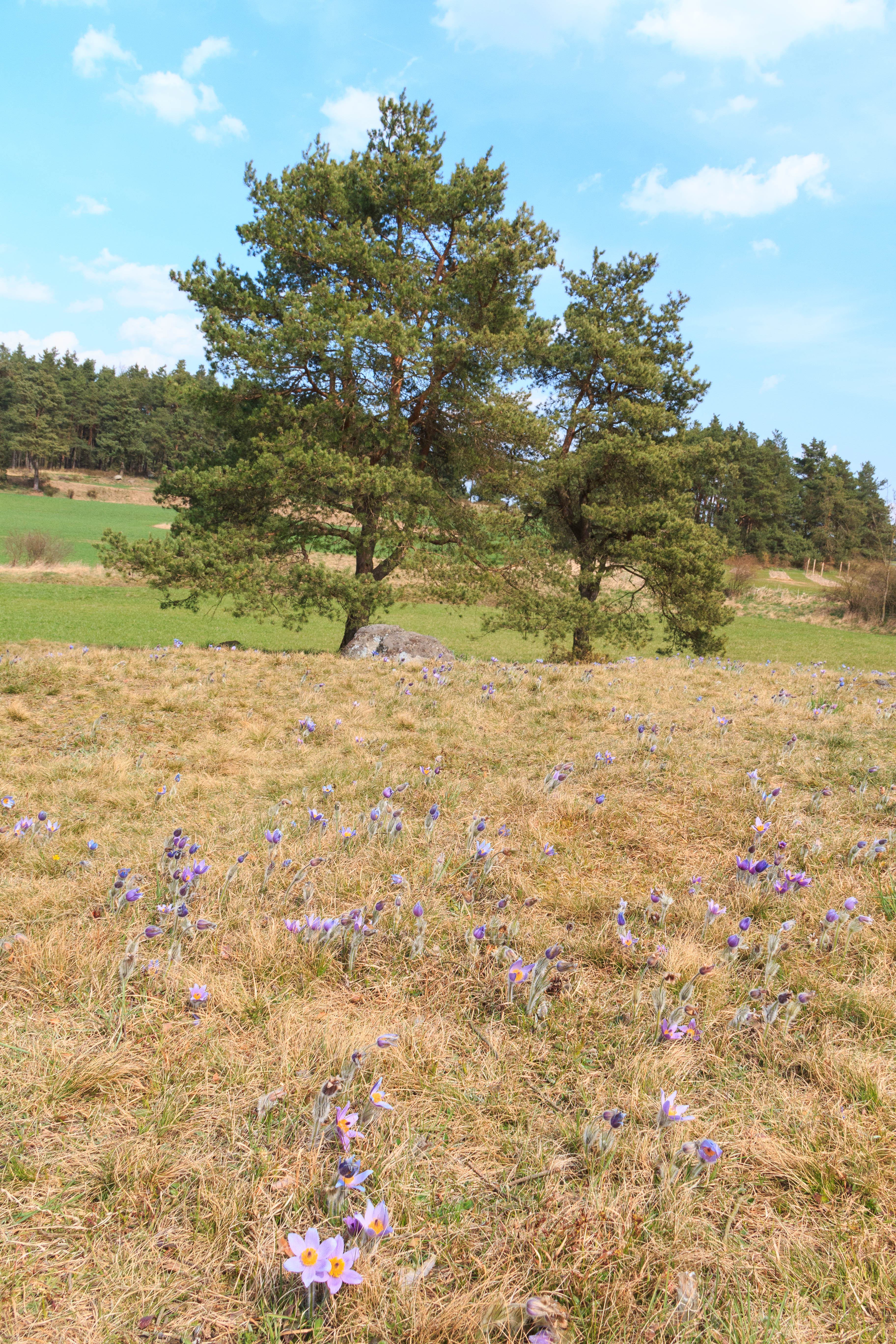
Rostliny koniklece velkokvětého na PP Kobylinec
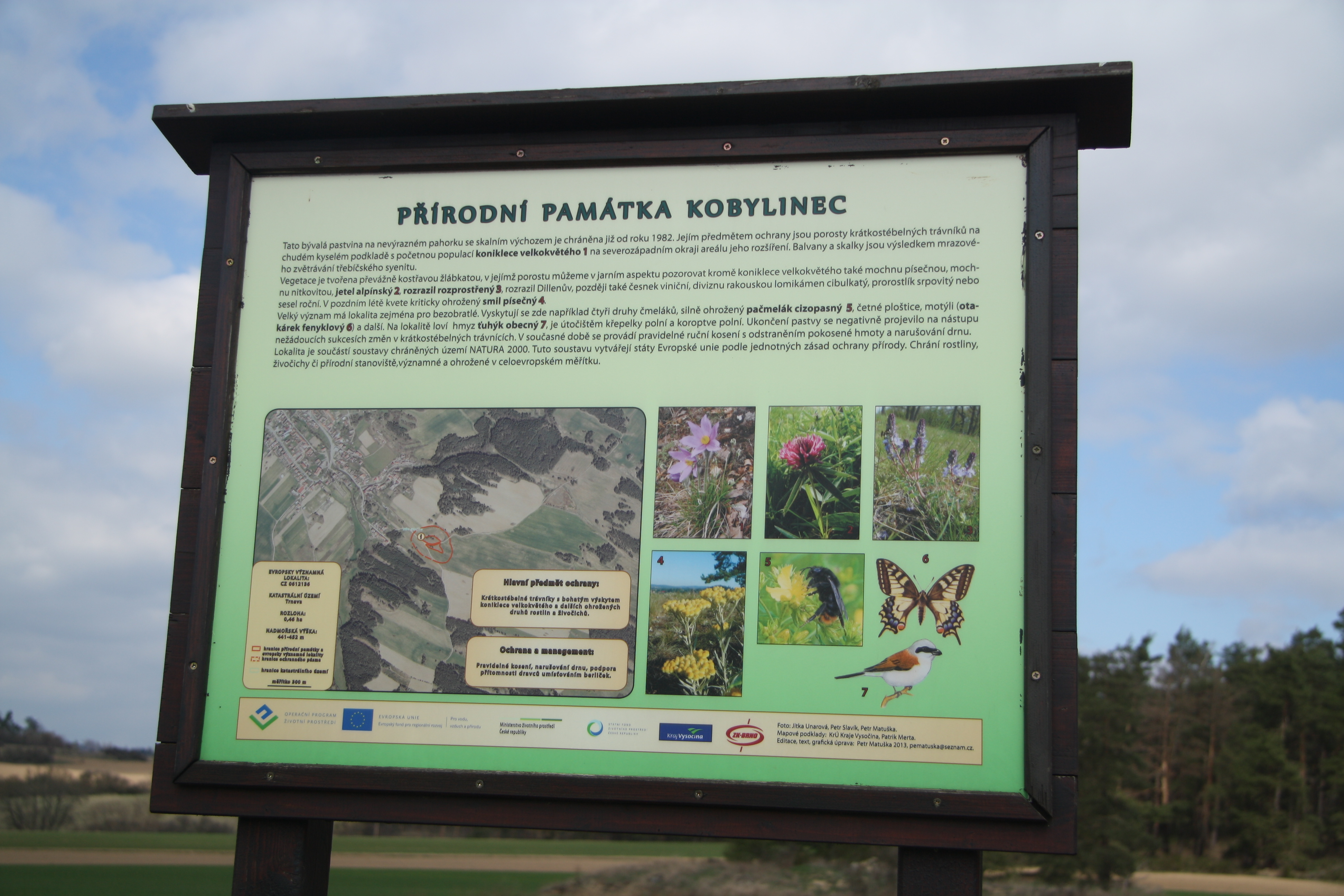
Infocedule PP Kobylinec
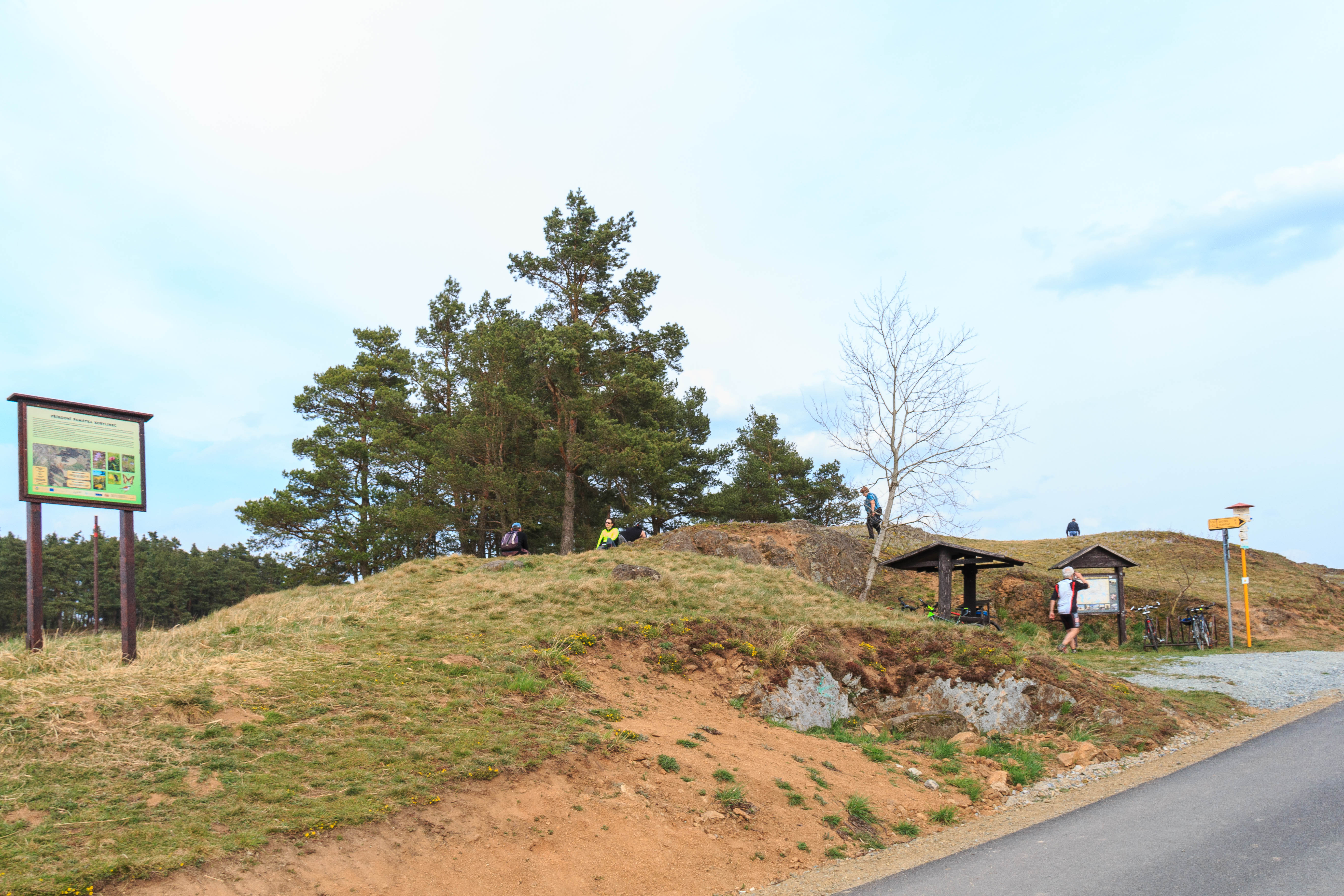
Prostory PP Kobylinec